# David av Munktorp
Sankt David av Munktorp  var enligt hans helgonofficium en engelsk cluniacensmunk som tillsammans med Sankt Eskil och Sankt Botvid  sändes ut av Sankt Sigfrid i Småland för att kristna mälarlandskapen. 
Enligt detta skall han efter Sigfrids systersöners martyrium begett sig till Sverige. Av Sigfrid skall han ha sänts till "Snävringe kyrka" (Snevringe härad). De medeltida kalendarierna utpekar honom som präst i Munktorp, och Munktorps kyrka anges även som hans gravplats. I närheten av Munktorp finns Sankt Davids källa, vilken utpekas som platsen för Davids dopverksamhet. Hans festdag är den 25 juni.
Det är oklart när David skall ha levat. Johannes Messenius uppger på 1600-talet att han skall ha dött 1025, men det kan inte stämma med att han tillhörde clunicensorden. Om han varit en historisk person är det troligare att han levt i slutet av 1000-talet med eventuellt dödsår 1082.
Uppgiften att David skall ha varit Västerås förste biskop kan avfärdas, de härrör från dokumentförfalskaren Nils Rabenius. Ryktet om Sankt David var dock så grundmurat att Biskop Birger Månsson 1463 begärde att få överföra hans ben till Västerås domkyrka, som saknade reliker av en helig man. En uppgift från 1542 säger att hans kranium och en arm har förflyttats från Munktorp. På en 1510 av dekanen i Västerås uppsatt bildsten bär han abbotens ämbetsdräkt, med abbotstav i ena handen och bok i den andra, och sägs där också vara abbot för ett cluniacenskloster, det är dock högst osäkert om detta var fallet. På huvudet bär han ofta en biretta.
Kyrkorna i Munktorp (Västmanland) och Tensta (Uppland) är helgade åt Sankt David. I Munktorps kyrka finns han avbildad på en dopfunt från 1300-talet, och i bland annat Tensta,  Ärentuna och Överselö kyrkor på muralmålningar från 1400-talet.

## Breviarier
I Breviarium Upsaliense och Breviarium Arosiense står att läsa att David blev ett föredöme som munk inom cluniancensorden. När han fick höra att Sankt Sigfrids systersöner, Unaman, Sunaman och Vinaman, lidit martyrdöden i Värend begav han sig till Sverige. Deras martyrium avskräckte honom inte, utan snarare lockade honom. Till slut kom han till Västmanland och bosatte sig i Snevringe härad och Munktorp, där han bland annat byggde en kyrka: 
| ” | Nu gick han om dagarna omkring i byarna och gårdarna, predikade Guds ord, omvände och döpte, men om nätterna låg han vaken i bön och anbefallde under tårar åt Guds beskydd sig själv och sina många andliga barn. Han reste från Britannien till svearnas land och förde där många tusen människor till kristen tro varefter han mätt av år flyttade hem till paradiset. | „ |

## Mirakelsamlingar
I mirakelsamlingar över David berättas hur han släckte eldsvådor, botade sinnessjuka, räddade ett barn som fallit ner i en brunn och hur han fick ett annat barn som svalt en nål att hosta upp den. David var lite tankspridd och även närsynt – vid ett tillfälle hängde han upp sina vantar på en solstråle istället för på spiken. De hängde kvar där när hans tjänare skulle hämta dem.